# سید رضا اکرمی
سید رضا اکرمی (زاده ۱۳۲۱ سمنان) روحانی و سیاستمدار محافظه‌کار ایرانی است. وی رئیس شورای فرهنگی نهاد ریاست‌جمهوری در دوره حسن روحانی، مشاور عالی وزیر کشور در امور روحانیت در دوره وزارت عبدالرضا رحمانی فضلی و رئیس شورای فرهنگی وزارت کشور بوده‌است.
وی عضو شورای مرکزی جامعه روحانیت مبارز، دبیر سابق جامعه وعاظ تهران و نماینده دوره‌های دوم، سوم، چهارم، پنجم و هشتم مجلس شورای اسلامی از شهرهای سمنان و تهران نیز بوده‌است.

## زندگی
سید رضا اکرمی پس از طی تحصیلات مقدماتی در حوزه علمیه سمنان، در سال ۱۳۴۰ به حوزه علمیه قم وارد شد و شاگردکلاس خارج فقه سید محمدرضا موسوی گلپایگانی و علی مشکینی بود. وی در سال ۱۳۴۹ به تهران مهاجرت کرد و تاکنون در این شهر زندگی می‌کند.
پست‌های وی پس از پیروزی انقلاب ایران (۱۳۵۷)؛ اولین رئیس عقیدتی سیاسی نیروی هوایی ارتش، نمایندگی در ۱۱ دوره مجلس شورای اسلامی، فرماندهی تبلیغات جبهه و جنگ، جانشین رئیس سازمان عقیدتی سیاسی ارتش و مشاور عالی این سازمان بوده‌است.

## حمایت از میرحسین موسوی در انتخابات ۱۳۸۸
اکرمی رئیس شورای سیاستگذاری جبهه اصولگرایان حامی میرحسین موسوی در انتخابات ریاست جمهوری ۱۳۸۸ بود و در بیان مواضع خود پیرامون حوادث بعد از انتخابات انتخابات ۱۳۸۸ در گفتگویی اعلام کرد: «... بنده فتنه را در مناظره احمدی‌نژاد نسبت به هاشمی و ناطق می‌دانم و …»، به همین دلیل پس از انتخابات از سمت دبیری جامعه وعاظ تهران برکنار شد.